# 키이우 레닌 기념비의 붕괴

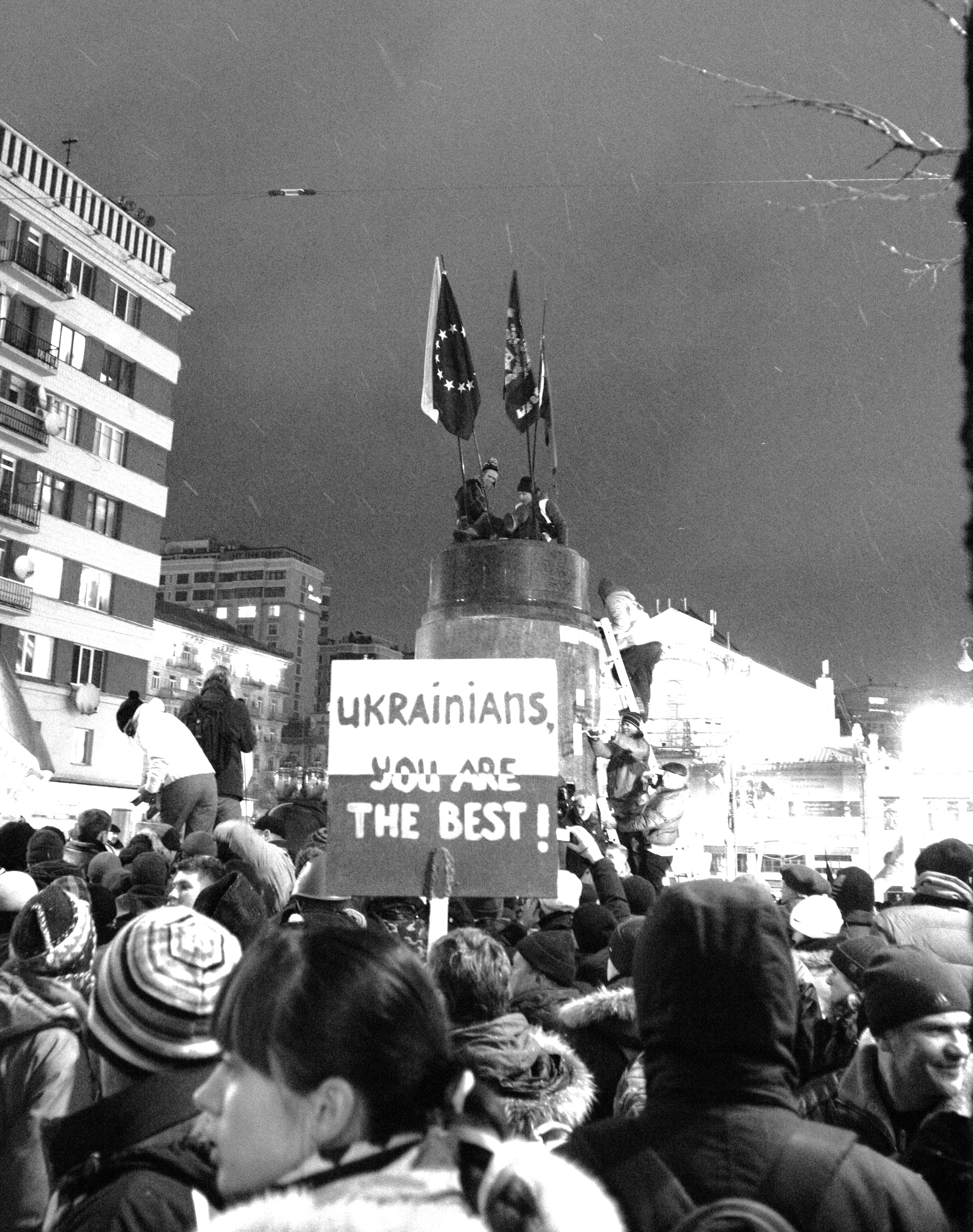

키이우 레닌 기념비의 붕괴는 유로마이단 시위 도중 2013년 12월 8일 발생한 사건으로 여러 시위 참가자가 수도 키이우에 있는 레닌 동상을 내려뜨리면서 부순 사건을 일컫는다. 그 자리에는 시위대들이 국가 부패의 상징으로 받침대 꼭대기에 황금 화장실을 설치했고, 나중에 밑단은 정치 삽화 미술의 장소가 되었다.

## 배경
3.45m 정도의 크기인 키이우의 레닌 동상은 소비에트 연방 당시 조각가 세르게이 메르쿠노프가 카렐리야 공화국 때 레닌의 묘지에 조각한 것과 동일했다. 동상은 1939년 뉴욕 박람회 때 전시됐다가 1946년 12월 5일 키예프의 셰브첸코 대로 사거리의 Khreshchatyk 가에 세워졌다.
사실 빅토르 유셴코 대통령의 칙령에 따라 소비에트 연방의 전체주의를 상징하는 이 기념비는 독립 이후 철거됐어야 하지만 우크라이나 공산당의 저항으로 키이우에 남은 마지막 동상은 명맥을 유지하게 됐다.
그러나 독립한 이후 동상 철거와 같은 여러 사건이 있었고 때문에 경찰 병력이 증강되어 감시가 이뤄졌다.

## 붕괴
2013년 12월 1일 복면을 쓴 사람들이 나타나 유로마이단 시위 중 동상 철거를 시도했다. 경찰은 즉각 기동대를 보내 저지하고자 했으나 공격을 받아 일단 철수했다. 유로마이단 주도자들은 즉각 동상 철거 시도와 경찰 병력과의 대치 모두에 대해 비판 성명을 발표했다.
12월 8일 시민 일부가 점차적으로 스보보다가 이번 행동을 추진한 것이라 주장하기 시작했고 후에 시위 참가자들이 동상을 끌어내리기 시작했으며 시 경찰은 이를 방관했다. 결국 땅에 부딪히면서 동상은 부서졌다.
동상이 붕괴하자 군중은 모여들어 우크라이나 국가를 부르기 시작했다. 후에 동상 조각은 시위 참여자들의 기념품이 됐다.

## 반응
여러 레닌 기념비의 파괴 또는 제거는 키이우 레닌 동상의 파괴 이후 추진력을 얻기 시작했다. 2014년 봄까지 유로마이단 시위대들이 "Ленінопад"(레니노파드, 레닌의 붕괴를 의미)라는 모토로 키이우 지역, 지토미르, 체멘스키 등의 지역에서 공산주의 기념비들이 파괴되었다. 다른 도시와 마을에서 기념물들이 중장비로 제거되었으며, 고철 처리장 등지에 버려졌다.

### 정치권의 반응
우크라이나 의회의 정당 중 하나인 우크라이나 민주 개혁 동맹(UDAR)의 의원 발레리 카르푼소프는 우크라이나 경찰이 키이우 레닌 동상이 무너질 동안 주변에 있었던 사람들을 체포하기 시작했다고 밝혔다.

### 시민들의 반응
키이우 거의 대부분의 주민(69%)는 대규모 시위 중 키이우 레닌 동상을 무너뜨린 것에 부정적인 의견이었고, 13%가 긍정적이였으며, 15%는 잘 알지 못하겠다고 응답했다.

## 사진
붕괴 이후의 사진

## 같이 보기
- 오렌지 혁명
- 유로마이단